# Lozijské náboženství
Lozijské náboženství nebo také Lozijská mytologie (Lozi mythology) je tradiční africké náboženství jihoafrické etnické skupiny Lozi. V lozijském náboženství je nejvyšší bůh nazýván Nyambe. Jeho božskou manželkou je Nasilele a jeho božskou matkou je Ngula. Zajímavá je skutečnost, že Nyambe jakožto stvořitel, stvořil také svoji ženu i svoji matku. Tato skutečnost je ovšem přítomná i v některých dalších původních afrických náboženstvích. Mýtů o stvoření světa je více a vzájemně se rozcházejí – podle afrikanisty a religionisty O. Havelky za to může fakt, že příběh nebyl v minulosti zapsán, ale po celé generace se předával pouze ústně a v různých oblastech se různě vyvíjel.
Podle jedné verze mýtu o stvoření bůh Nyambe stvořil prvního člověka jménem Kamunu, který dostal za úkol pojmenovat všechna zvířata a starat se o ně jako o své sourozence. Člověk byl nejchytřejší ze všech tvorů a brzy si také osvojil některé metody Boha Nyamba. Naučil se jak rozdělat oheň, využívat železo, keramiku, vyrobit si loďku, pěstovat plodiny a chovat zvířata. Bůh byl ohromen Kamunovými schopnostmi, avšak ve chvíli, kdy člověk začal zabíjet zvířata a pojídat je, pokusil se toto jednání zastavit. Zakázal člověku zabíjet živé tvory, člověk však neposlechl. Nyambe člověka potrestal nejprve mírně, ale když člověk dál porušoval Bohem stanovená pravidla, Bůh seslal smrt na jeho syna. Tak přišla smrt mezi lidi. Bůh se lidem odcizil, vzdálil a odebral se na nebesa.
Dnes se mnoho Loziů hlásí ke křesťanství, běžná je však také vícečetná náboženská identita, kdy vedle křesťanství lidé ctí rovněž náboženství svých předků. Výjimkou v jihoafrické oblasti nejsou ani rozličné náboženské synkretismy.